# Joseph Ravannack
John Joseph "Joe" Ravannack (Nova Orleans, Louisiana, 19 de març de 1878 – Nova Orleans, 10 d'octubre de 1910) va ser un remer estatunidenc que va competir a primers del segle xx.
El 1904 va prendre part en els Jocs Olímpics de Saint Louis, on va guanyar la medalla de bronze en la prova de doble scull del programa de rem, fent parella amb John Wells.